# Aminta
Aminta je divadelní pastorála Torquata Tassa napsaná v roce 1573 pro dvorní zahradní slavnost v italském městě Ferrara a vydaná v roce 1580 v Cremoně. Jak herci, tak diváky byly vznešené osoby žijící u dvora, které dobře chápaly básníkovy jemné narážky srovnávající životní styl šlechty s idylickým životem pastýřů.
Poprvé byla hra sehrána divadelní společností I Gelosi (žárlivci) v dvorním letohrádku ve Ferraře a měla velký úspěch. O rok později byla uvedena v Urbinu na dvoře vévodkyně Lucrezie d'Este. Drama patřilo k oblíbeným dílům básníka Giacoma Leopardiho, který se jím inspiroval v básni A Silvia (1828).

Text je psán v hendekasylabech (verš o jedenácti slabikách) a heptametrech (sedmistopý verš) a je rozdělen do pěti aktů.

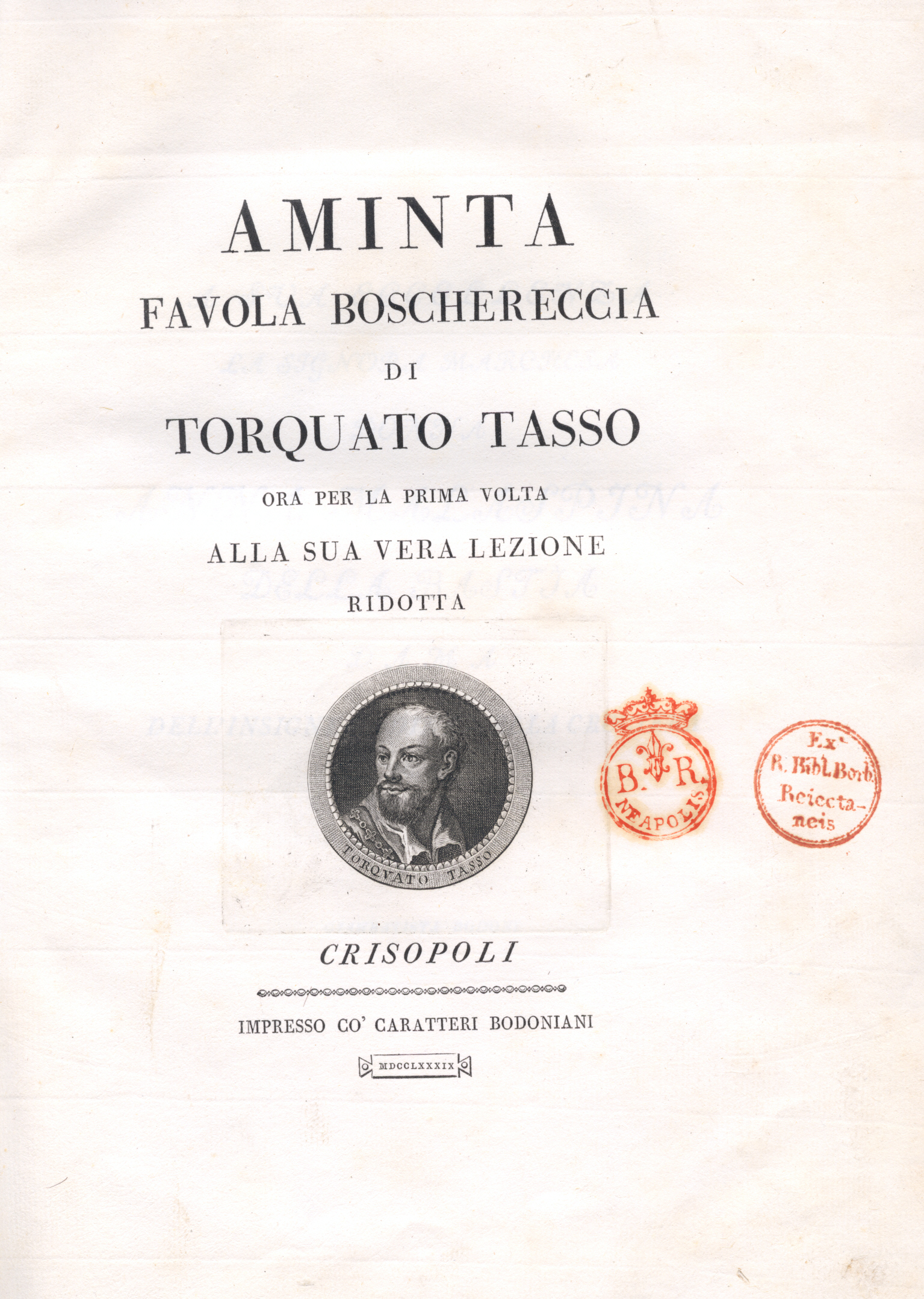
Vydání Aminty vydané v roce 1789 v Parmě.

## Obsah
Hra má klasické pastorační téma, a odehrává se v době Alexandra Velikého. Postavy jsou pastýři a nymfy a pravděpodobně jsou inspirovány reálnými osobami (např. Aminta - básník sám, Silvia - Leonora d'Este, Dafne - Lucrezia d'Este, Batto - Battista Guarini, Elpino - Giovan Battista Pigna, Mopsus - Sperone Speroni)
Příběh je o Amintově lásce ke krásné nymfě Silvii, která jeho náklonnost neopětuje a dává přednost lovu. Silvia je u studánky málem znásilněna Satyrem, ale Aminta ji zachrání, Silvia mu ovšem znovu uteče. Aminta nalezne její krví potřísněný závoj a pokusí se o sebevraždu skokem z útesu. Silvia má výčitky svědomí, pláče nad zdánlivě mrtvým Amintou, který ale pád zázračně přežil. Oba mladí lidé nakonec dávají na radu svých starších a moudřejších přátel a vezmou se.

## Inspirace a zpracování
Příběh se stal základem pro několik operních libret a námětů pro balet, například:
- libreto od Metastasia, na které Mozart složil operu Il re pastore (Salzburg, 1775)[4]
- libreto od Metastasia, na které Antonio Mazzoni složil operu Aminta, il re pastore (Madrid, 1756)
- děj Delibetova baletu Sylvia, pro nějž jej upravil Jules Barbier (Paříž, 1876)
- děj baletu Sylvia od Fredericka Ashtona.

## Nahrávka
Fonautografický záznam úvodních veršů této hry, který pořídil v roce 1860 Édouard-Léon Scott de Martinville, je nejstarším známým srozumitelným zvukovým záznamem lidské řeči. 